# Regenstein
Regenstein – szczyt w grupie Villgratner Berge, w Wysokich Taurach w Alpach Wschodnich. Leży w Austrii, w Tyrolu Wschodnim. Jest najwyższym szczytem grzbietu, w którym leży i jednym z najwyższych w rejonie. Na szczyt można dostać się drogą ze schroniska Hochsteinhutte, położonego w pobliżu Lienz.